# Love (1927)
Love is een Amerikaanse stomme film uit 1927 onder regie van Edmund Goulding. De film is gebaseerd op de roman Anna Karenina van Leo Tolstoj. Destijds werd de film in Nederland uitgebracht onder de originele titel.

## Verhaal
De film speelt zich af in het Russische Rijk. Anna Karenina is een mysterieuze vrouw die op weg is naar Sint-Petersburg, maar vast kom te zitten in een sneeuwstorm. Ze wordt naar een nabij gelegen herberg geëscorteerd door graaf Alexei Vronsky, een kapitein die als een blok voor haar valt. Zij staat erop door te gaan naar de grote stad, maar realiseert zich dat het niet mogelijk is om verder te reizen en laat zich de rest van de avond begeleiden door Vronsky. Er ontstaan spanningen als blijkt dat ze moeten overnachten in dezelfde slaapkamer. Vronsky maakt gebruik van deze gelegenheid en probeert Anna te kussen, maar zij toont geen interesse in de man.
De volgende ochtend scheiden hun wegen. Enige tijd later gaat Vronsky met de groothertog naar de kerk om Pasen te vieren. Hier ontmoet hij Anna voor een tweede keer. Hij probeert haar te verleiden, maar zij toont wederom geen interesse. Bij een feest na de ceremonie ontdekt hij dat ze getrouwd is met Alexei Karenin en een zoon heeft. Hij vraagt om haar vergiffenis, waarop zij antwoordt dat ze goede vrienden zullen worden. Hierna dansen ze en wordt door de gasten opgemerkt hoeveel chemie ze hebben. Ze beseft al gauw dat ze gevoelens voor hem heeft, maar doet haar uiterste best deze te onderdrukken. Ze vreest dat als ze hem nog een keer ontmoet, ze zal toegeven aan haar verlangens. Desondanks besluit ze met hem op jacht te gaan, omdat ze niet genoeg aandacht krijgt van haar man.
Op het uitje confronteert Vronsky haar met de chemie die ze hebben. Hij zoent haar en omdat zij hem niet heeft tegengehouden, keert ze vol schuldgevoelens terug naar huis. Er gaan drie maanden voorbij. Vronsky en Anna spreken regelmatig stiekem met elkaar af, maar hij vertelt dat ze elkaar niet langer kunnen zien als zij niet bereid is haar man te verlaten. Ze reageert dat ze nooit samen kunnen zijn, waarop Vronsky vertrekt en Anna met een gebroken hart achterlaat. Hierna vindt hij zijn troost bij de drank en komt daardoor ernstig ten val bij een paardrijdwedstrijd.
Anna zat bij deze wedstrijd in het publiek en schreeuwt haar verdriet uit als ze hem ziet vallen. Hiermee trekt ze de aandacht van het publiek en bevestigt ze de roddels dat ze romantische gevoelens voor hem heeft. Haar man doet echter alsof hij van niets weet. Anna confronteert hem en eist te reageren op het schandaal dat zij heeft veroorzaakt. Hij is er echter van overtuigd dat haar affaire niet lang stand zal houden en laat zijn vrouw haar gang gaan als ze na het ongeluk afspreekt met Vronsky. Samen maken ze een reis door Italië van drie maanden lang. Anna mist haar zoon echter en keert terug naar huis om hem op zijn verjaardag te zien.
Anna en haar zoon kunnen hun geluk niet op als ze elkaar zien. Haar van haar vervreemde man staat het echter niet toe dat ze nog een keer met elkaar afspreken en verzekert haar dat haar zoon haar snel zal vergeten. Om de zaken nog erger te maken, kondigt hij aan dat Vronsky het leger uit gezet zal worden door het schandaal. Ze weet dit te stoppen door de groothertog te verzekeren dat ze Vronsky nooit meer in haar leven te zien. Op het moment dat ze afscheid wil nemen, realiseert ze zich dat hij zijn carrière nooit boven haar zal zetten en weet dat als hij zijn baan niet wil verliezen, zij uit zijn leven moet verdwijnen. Drie jaar later komt hij opnieuw met haar in contact. Haar man is op dat moment al overleden, waardoor ze eindelijk elkaar kunnen liefhebben zonder dat hier gevolgen aan verbonden zijn.

## Rolverdeling
| Acteur           | Personage              |
| ---------------- | ---------------------- |
| John Gilbert     | Graaf Alexei Vronsky   |
| Greta Garbo      | Anna Karenina          |
| George Fawcett   | Groothertog Michel     |
| Emily Fitzroy    | Groothertogin          |
| Brandon Hurst    | Senator Alexei Karenin |
| Philippe De Lacy | Serezha Karenin        |

## Productie
Een verfilming van Anna Karenina stond al lang gepland bij Metro-Goldwyn-Mayer. Frances Marion werd ingeschakeld om een script te schrijven. Marion was destijds de meest gerespecteerde scenarioschrijfster van Hollywood. De film zou in eerste instantie geregisseerd worden door Dimitri Buchowetzki, maar producent Marion kon niet met hem samenwerken. Ze vroeg producent Irving Thalberg om hulp. Hij verving Buchowetzki door Edmund Goudling. Norman Kerry werd aangesteld als de hoofdrolspeler. Thalberg was echter niet tevreden met zijn acteerspel en ontsloeg hem. Hierna werd John Gilbert gekozen als Greta Garbo's tegenspeler. Thalberg koos voor Gilbert, omdat hij destijds een affaire had met Garbo. Deze verhouding werd uitgebreid beschreven door de pers, waarop Thalberg dacht dat de film ermee veel publiciteit zou krijgen.
Al aan het begin van de voorbereidingen werd Garbo aangesteld als de hoofdrolspeelster. Ze had destijds een contract waarmee ze $600 per week verdiende. Ze voerde campagne voor een salaris van ten minste $5.000. Toen studiohoofd Louis B. Mayer contact met haar opnam, verwachtte ze dat hij wilde onderhandelen. Hij negeerde haar campagne en informeerde haar enkel met het feit dat ze in de verfilming van Anna Karenina moest spelen, die destijds nog Ricardo Cortez en Lionel Barrymore in de hoofdrollen had. Toen ze niet kwam opdagen op de set, dreigde hij haar te schorsen. Dit zou een slechte stap zijn geweest, omdat ze inmiddels immens populair was geworden met haar recente film Flesh and the Devil (1926). Ze kreeg uiteindelijk een salarisverhoging toen ze een maand lang ziek was.
De opnames gingen, na vele verschuivingen, op 22 juni 1927 van start. Volgens regisseur Goulding hoefde hij haar nooit aanwijzingen te geven op de sets, omdat ze tijdens de lunch en het diner besproken wat ze ervan verwachtten. De opnames werden afgezonderd opgenomen. Enkel de filmploeg mocht aanwezig zijn op de set. Dit was destijds ongebruikelijk bij Metro-Goldwyn-Mayer.

## Ontvangst
De film werd een groot succes. De première vond in november 1927 plaats in de New York's Embassy Theater, waar de politiemannen een overvloed aan bezoekers in de bedwang moest houden in de wachtrij. De film voldeed volgens de makers aan alle verwachtingen en Garbo liet voorgoed haar imago van een vamp achter zich. Love bracht wereldwijd $1,67 miljoen op en een winst van $571.000. Garbo vertolkte Anna Karenina opnieuw in 1935, in de film Anna Karenina.
Volgens de New York Times wist Garbo al haar tegenspelers te overschaduwen en deed ze herinneren aan een blonde Mona Lisa. Het blad Photoplay gaf alle lof aan Gilbert en liet waardering blijken voor Garbo Het tijdschrift Motion Picture sprak minder positief over de film. Volgens het blad was het een melodramatische film die fans van Tolstoj en Garbo zou teleurstellen.

## Alternatieve einde
Er zijn twee eindes gemaakt voor deze film. Het hierboven beschreven einde is het einde die in de minste bioscoopzalen werd vertoond. De meeste cinema's gaven de voorkeur aan het einde die overeenkwam met het boek. Hierin gunt Anna haar minnaar zijn carrière en stort zichzelf voor de trein. Dit einde werd in heel Europa en de bioscopen in de grote steden van de Verenigde Staten getoond. De kleine steden gaven een voorkeur aan een goede afloop.